# Форт Вашаки (Вајоминг)
Форт Вашаки (енгл. Fort Washakie) насељено је место без административног статуса у америчкој савезној држави Вајоминг.

## Демографија
По попису из 2010. године број становника је 1.759, што је 282 (19,1%) становника више него 2000. године.
| Група             | 2000.     | 2010.     |
| Белци             | 82 (5,6%) | 90 (5,1%) |
| Афроамериканци    | 1 (0,1%)  | 0 (0,0%)  |
| Азијати           | 0 (0,0%)  | 0 (0,0%)  |
| Хиспаноамериканци | 48 (3,2%) | 70 (4,0%) |
| Укупно            | 1.477     | 1.759     |